# خليج هوب
يقع خليج هوب (بالإسبانية: Bahía Esperanza) في شبه جزيرة ترينيتي، يبلغ طوله 5 كيلومتر (3.1 ميل) وعرضه 3 كيلومتر (1.9 ميل)، يشكل مسافة بادئة لطرف شبه جزيرة أنتاركتيكا وتقع فيه المستوطنة الأرجنتينية في القطب الجنوبي قاعدة ايسبيرانزا، التي تأسست عام 1952.